# Narbief
Narbief est une commune française située dans le département du Doubs, la région culturelle et historique de Franche-Comté et la région administrative Bourgogne-Franche-Comté.

## Géographie

### Toponymie
Nues Bois en 1304 ; Neirbey en 1338 ; Nerbier en 1463 ; Le Moulin de Narbier en 1586 ; Narbier en 1618.

### Localisation
Narbief se trouve dans l'est du département du Doubs, à 11 km au nord-est de Morteau et à 52 km de Besançon. Le village (913 m d'altitude à la mairie) est essentiellement composé de grandes fermes dispersées dans les pâturages.

### Géologie, relief et hydrographie
Le village de Narbief se situe au sein du massif du Jura, dans le sud-ouest du plateau de Maîche, plateau calcaire de moyenne montagne dont l'altitude varie ici entre 880 et 935 mètres environ. La commune s'étend de part et d'autre du ruisseau des Seignes, qui se perd, à peine 2 km après sa naissance, dans un entonnoir creusé dans le Portlandien.
Le territoire communal, de 347 ha, est essentiellement constitué de prés et de pâtures, mais comporte aussi des surfaces boisées, comme le Grand Bois" au nord-est et Les Cornais au sud-est, ainsi que des tourbières le long du ruisseau des Seignes.

### Climat
Pour des articles plus généraux, voir Climat de la Bourgogne-Franche-Comté et Climat du Doubs.
En 2010, le climat de la commune est de type climat de montagne, selon une étude du Centre national de la recherche scientifique s'appuyant sur une série de données couvrant la période 1971-2000. En 2020, Météo-France publie une typologie des climats de la France métropolitaine dans laquelle la commune est exposée à un climat de montagne ou de marges de montagne et est dans la région climatique  Jura, caractérisée par une forte pluviométrie en toutes saisons (1 000 à 1 500 mm/an), des hivers rigoureux et un ensoleillement médiocre. 
Pour la période 1971-2000, la température annuelle moyenne est de 7,2 °C, avec une amplitude thermique annuelle de 16,5 °C. Le cumul annuel moyen de précipitations est de 1 442 mm, avec 12,6 jours de précipitations en janvier et 11,2 jours en juillet. Pour la période 1991-2020, la température moyenne annuelle observée sur la station météorologique de Météo-France la plus proche, « Le Russey », sur la commune du Russey à 5 km à vol d'oiseau, est de 7,9 °C et le cumul annuel moyen de précipitations est de 1 667,0 mm. 
La température maximale relevée sur cette station est de 36 °C, atteinte le 25 juillet 2019 ; la température minimale est de −32 °C, atteinte le 9 janvier 1985,,. 
Les paramètres climatiques de la commune ont été estimés pour le milieu du siècle (2041-2070) selon différents scénarios d'émission de gaz à effet de serre à partir des nouvelles projections climatiques de référence DRIAS-2020. Ils sont consultables sur un site dédié publié par Météo-France en novembre 2022.

## Urbanisme

### Typologie
Au 1er janvier 2024, Narbief est catégorisée commune rurale à habitat très dispersé, selon la nouvelle grille communale de densité à 7 niveaux définie par l'Insee en 2022.
Elle est située hors unité urbaine. Par ailleurs la commune fait partie de l'aire d'attraction de Morteau, dont elle est une commune de la couronne,. Cette aire, qui regroupe 21 communes, est catégorisée dans les aires de moins de 50 000 habitants,.

### Occupation des sols
L'occupation des sols de la commune, telle qu'elle ressort de la base de données européenne d’occupation biophysique des sols Corine Land Cover (CLC), est marquée par l'importance des territoires agricoles (60,7 % en 2018), une proportion identique à celle de 1990 (60,7 %). La répartition détaillée en 2018 est la suivante : 
prairies (38,6 %), forêts (35,6 %), zones agricoles hétérogènes (22,1 %), zones humides intérieures (3,7 %). L'évolution de l’occupation des sols de la commune et de ses infrastructures peut être observée sur les différentes représentations cartographiques du territoire : la carte de Cassini (XVIIIe siècle), la carte d'état-major (1820-1866) et les cartes ou photos aériennes de l'IGN pour la période actuelle (1950 à aujourd'hui).

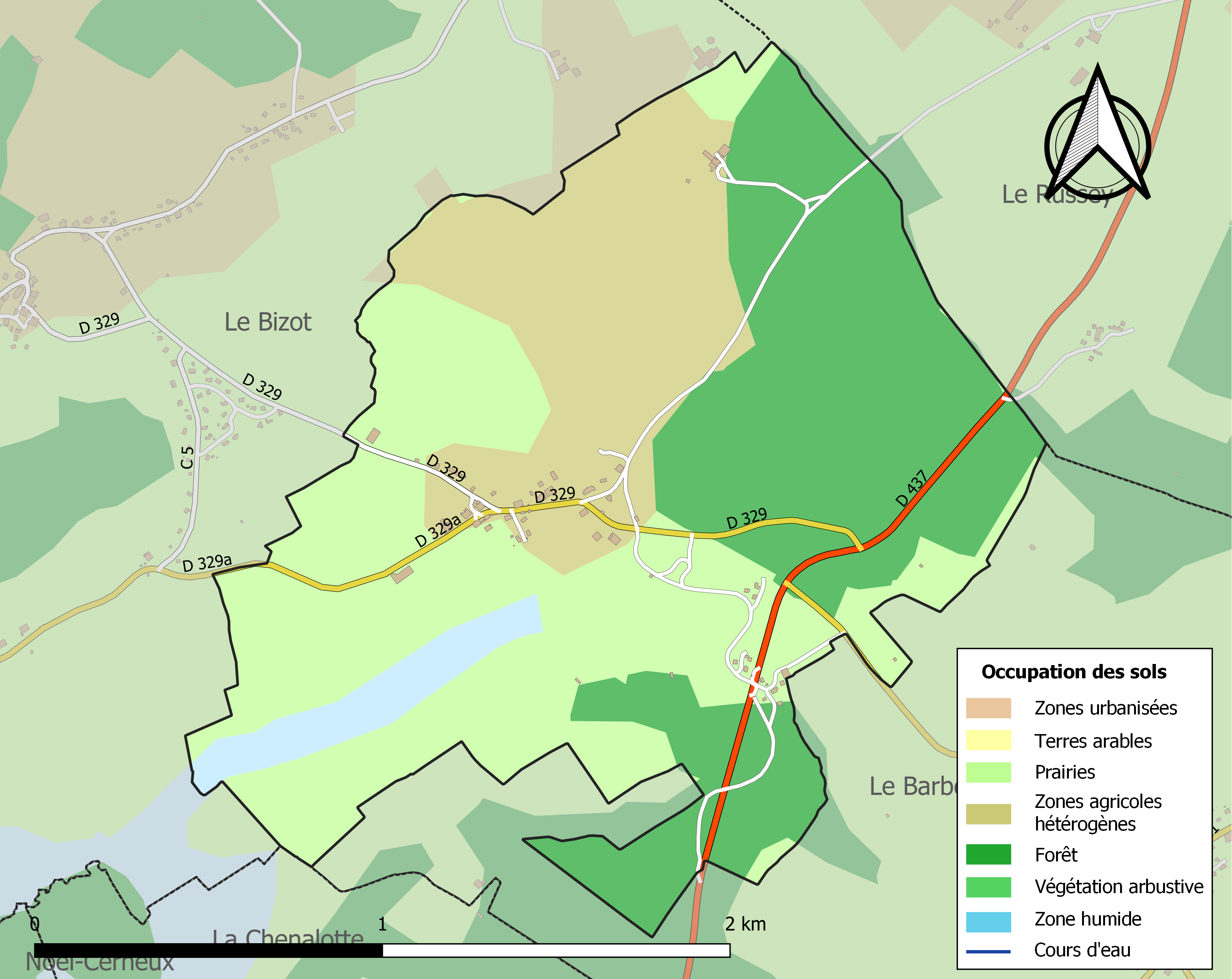
Carte des infrastructures et de l'occupation des sols de la commune en 2018 (CLC).

## Histoire
Les seigneurs de Montfaucon organisèrent au début du XIVe siècle, à partir de leur château de Réaumont, la mise en valeur de la région. C'est ainsi que Narbief appartint jusqu'à la Révolution à la seigneurie de Réaumont. La Révolution fut mal accueillie par la population, qui subit la répression après le soulèvement de la Petite Vendée. Plusieurs habitants se virent contraints d'émigrer.

## Politique et administration
| Période                                  | Période                   | Identité                                     | Étiquette | Qualité     |
| ---------------------------------------- | ------------------------- | -------------------------------------------- | --------- | ----------- |
| mars 2001                                | En cours (au 31 mai 2020) | Jérôme Renaud Réélu pour le mandat 2020-2026 | DVD       | Agriculteur |
| Les données manquantes sont à compléter. |                           |                                              |           |             |

## Démographie
L'évolution du nombre d'habitants est connue à travers les recensements de la population effectués dans la commune depuis 1793. Pour les communes de moins de 10 000 habitants, une enquête de recensement portant sur toute la population est réalisée tous les cinq ans, les populations de référence des années intermédiaires étant quant à elles estimées par interpolation ou extrapolation. Pour la commune, le premier recensement exhaustif entrant dans le cadre du nouveau dispositif a été réalisé en 2006.

En 2022, la commune comptait 99 habitants, en évolution de +50 % par rapport à 2016 (Doubs : +1,88 %, France hors Mayotte : +2,11 %).
| 1793 | 1800 | 1806 | 1821 | 1831 | 1836 | 1841 | 1846 | 1851 |
| ---- | ---- | ---- | ---- | ---- | ---- | ---- | ---- | ---- |
| 198  | 147  | 126  | 108  | 124  | 111  | 107  | 113  | 120  |

| 1856 | 1861 | 1866 | 1872 | 1876 | 1881 | 1886 | 1891 | 1896 |
| ---- | ---- | ---- | ---- | ---- | ---- | ---- | ---- | ---- |
| 99   | 144  | 133  | 101  | 105  | 94   | 96   | 88   | 87   |

| 1901 | 1906 | 1911 | 1921 | 1926 | 1931 | 1936 | 1946 | 1954 |
| ---- | ---- | ---- | ---- | ---- | ---- | ---- | ---- | ---- |
| 87   | 84   | 77   | 84   | 96   | 91   | 104  | 98   | 77   |

| 1962 | 1968 | 1975 | 1982 | 1990 | 1999 | 2006 | 2011 | 2016 |
| ---- | ---- | ---- | ---- | ---- | ---- | ---- | ---- | ---- |
| 58   | 60   | 66   | 58   | 55   | 70   | 67   | 72   | 66   |

| 2021 | 2022 | - | - | - | - | - | - | - |
| ---- | ---- | - | - | - | - | - | - | - |
| 90   | 99   | - | - | - | - | - | - | - |

## Lieux et monuments
- La fromagerie de Narbief-Le Bizot construite en mai-juin 2015, recensée dans la base Mérimée[20].
- Le lavoir couvert au bassin oblong, protégé des intempéries par un ceinturage de plaques métalliques.
- La perte du ruisseau des Seignes.

La commune a la particularité de ne pas avoir d'église.

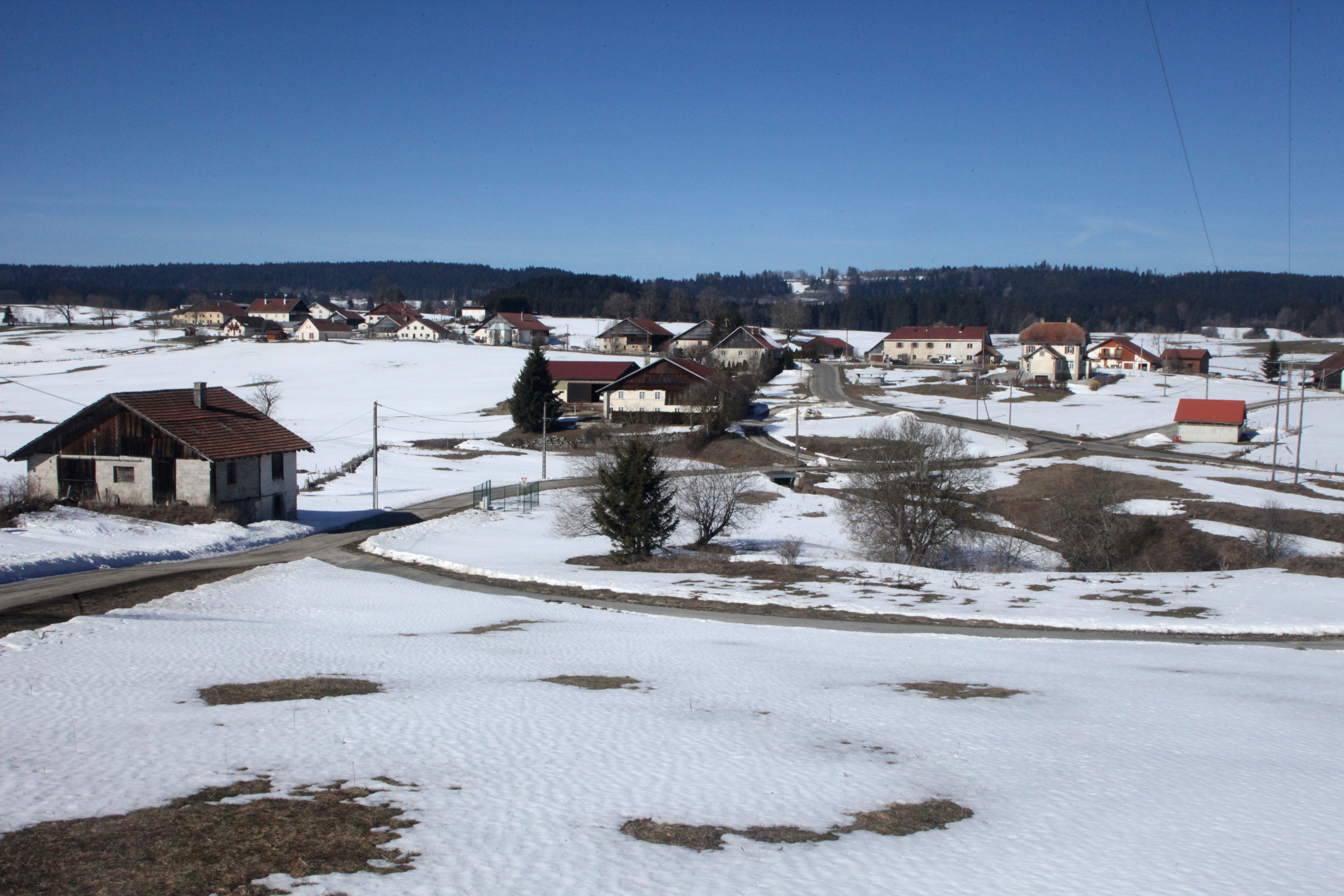
Vue générale.
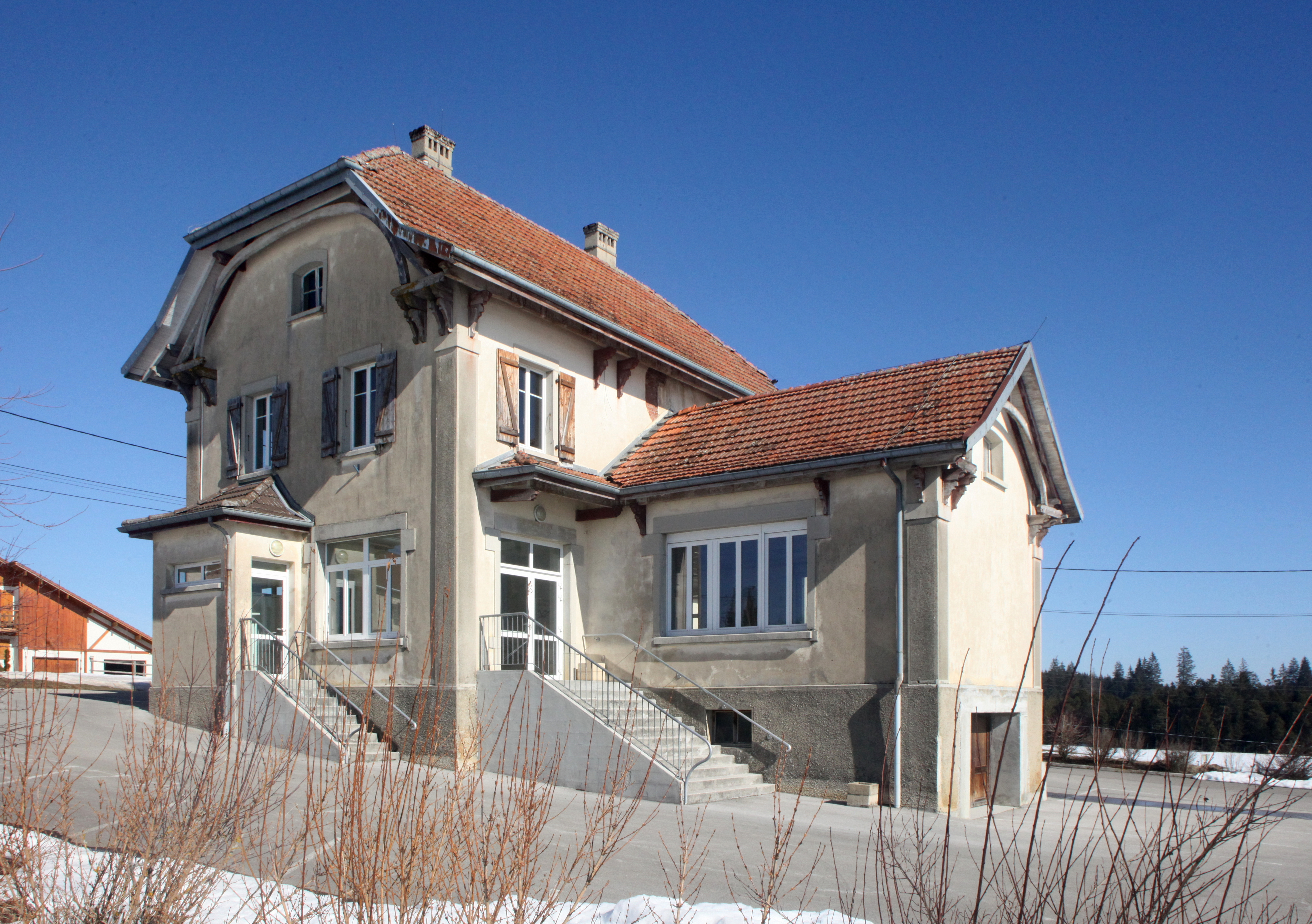
Mairie.
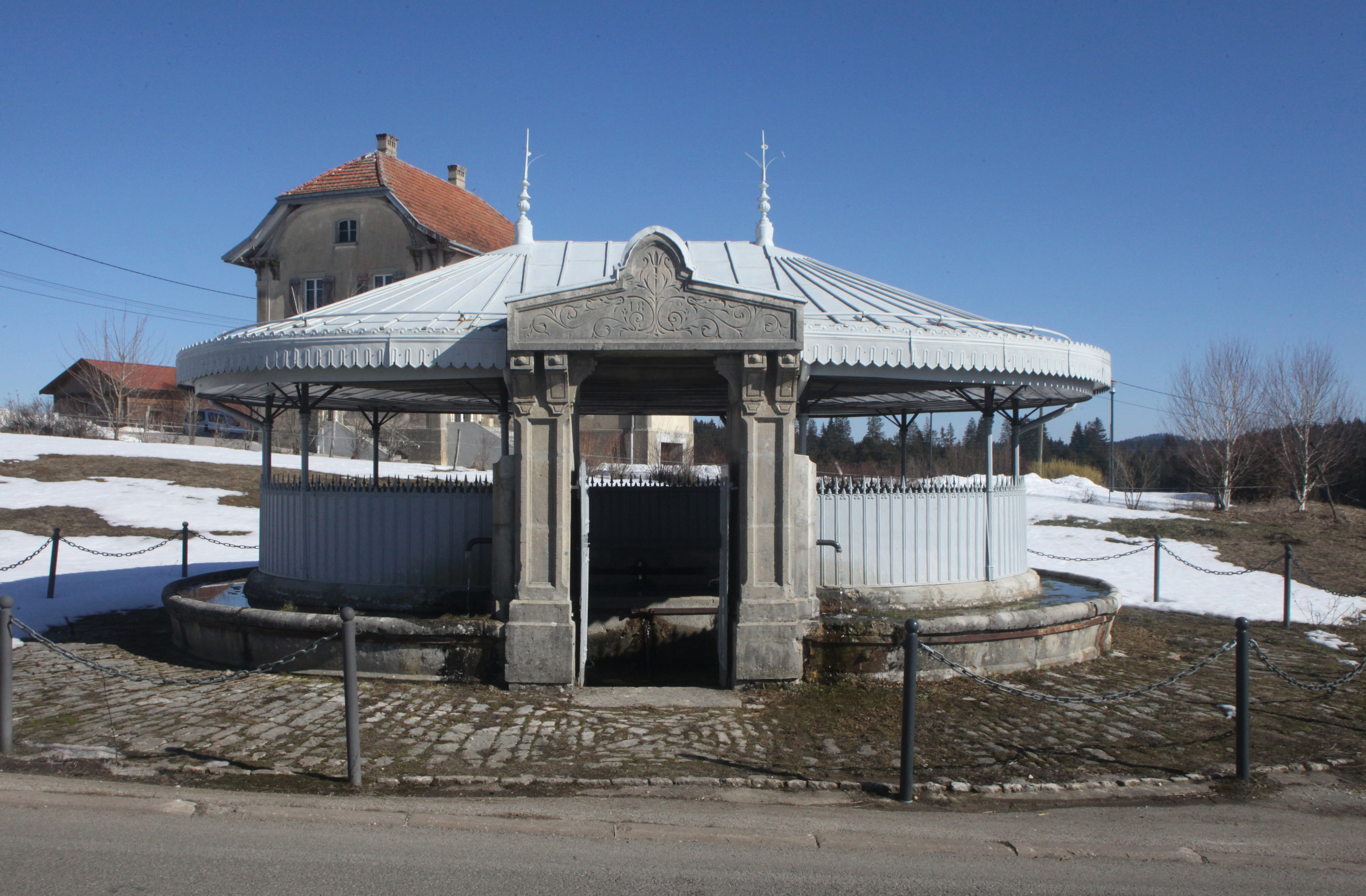
Lavoir.
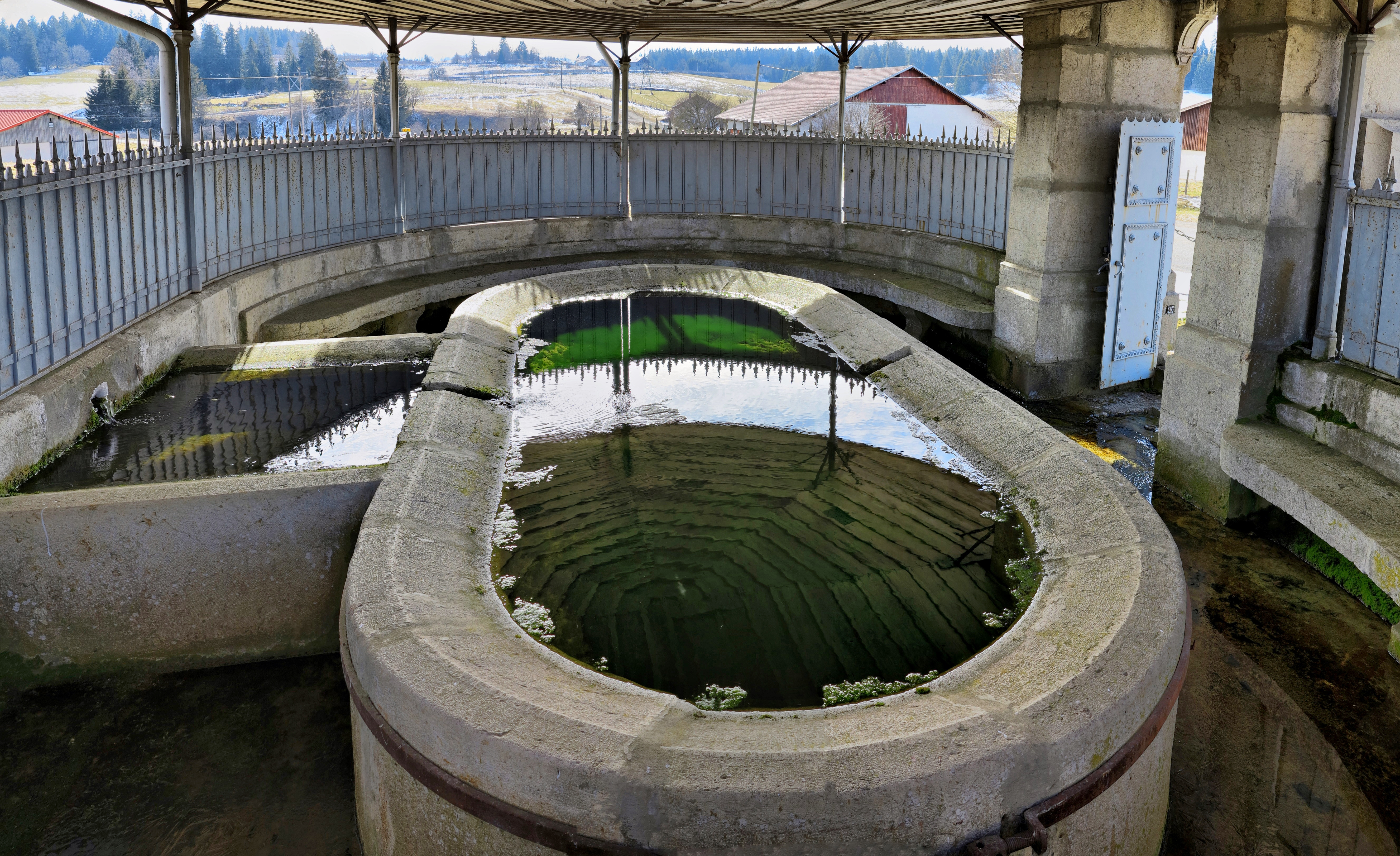
Bassin oblong.
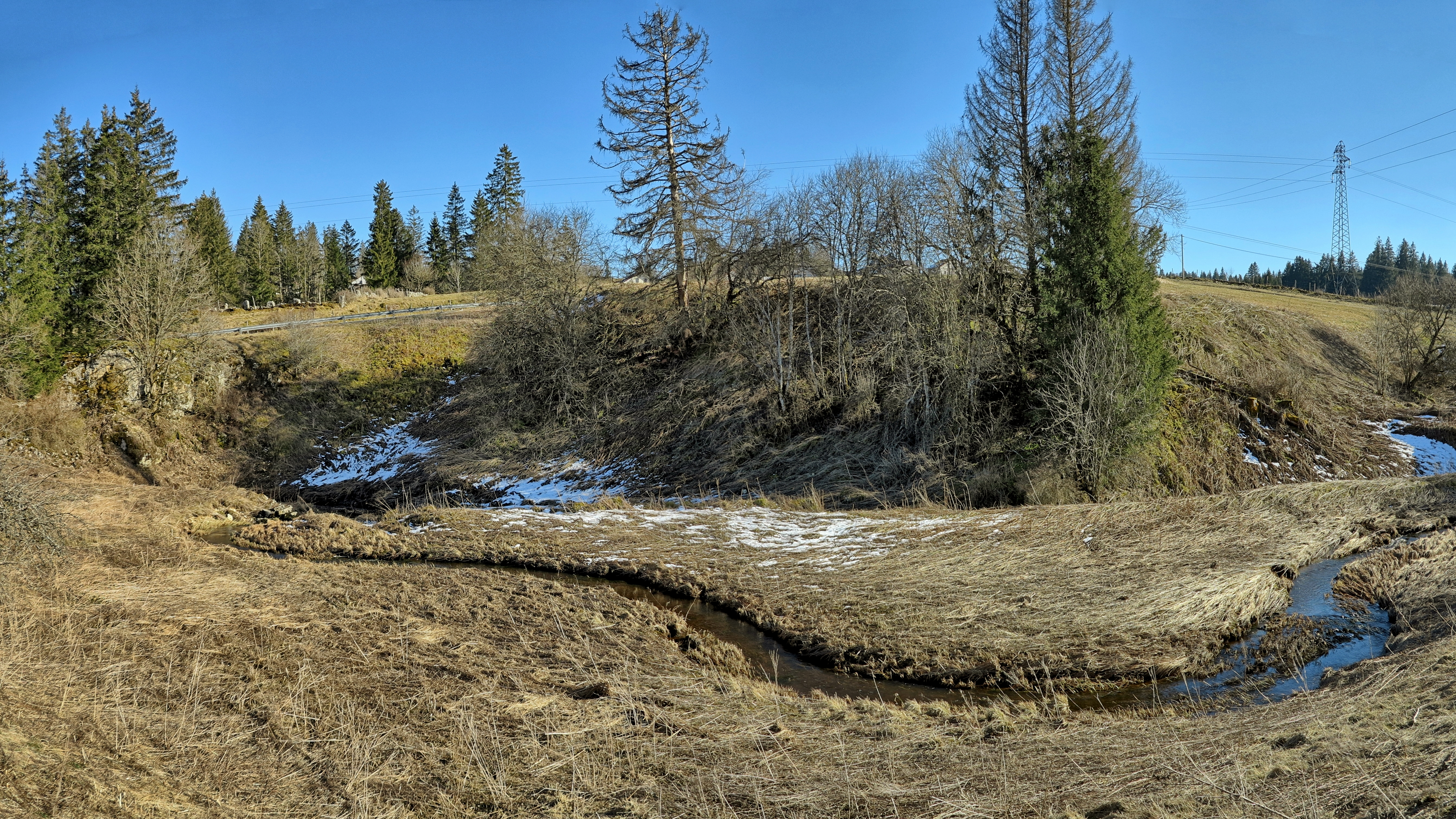
La perte du ruisseau des Seignes.